# Raj Kumar Pal
Raj Kumar Pal (Ghazipur, 1 de maio de 1998) é um jogador de hóquei sobre a grama indiano.

## Carreira
Rajkumar nasceu em 1º de maio de 1998 no estado de Uttar Pradesh. Em fevereiro de 2020, ele fez sua estreia internacional pela Índia na liga Pro FIH masculina de 2020-21.
Nos Jogos Olímpicos de Verão de 2024, em Paris, conquistou a medalha de bronze no torneio masculino do hóquei sobre a grama, após vencer confronto contra a equipe espanhola por 2–1.